# Ernst Kantorowicz
Ernst Hartwig Kantorowicz (Poznań, 3 maggio 1895 – Princeton, 9 settembre 1963) è stato uno storico tedesco di origini ebraiche, naturalizzato statunitense.

## Biografia
Inizialmente vicino a posizioni nazionaliste, Ernst Kantorowicz fu tra gli studenti che si arruolarono volontari nella prima guerra mondiale e, alla fine del conflitto, si unì alle formazioni dei Freikorps della ultra-destra e combatté con loro in Grande Polonia (contro i polacchi, nella sollevazione della Grande Polonia) e in Baviera (contro i comunisti). Dopo aver studiato filosofia, storia ed economia a Berlino, Monaco e Heidelberg, si laureò nel 1921, conseguendo il dottorato già nell'anno successivo e iniziando, nell'Università di Heidelberg, la sua brillante carriera accademica che lo porterà alla cattedra di storia nell'Università di Francoforte sul Meno. Kantorowicz fu inoltre legato al circolo del poeta tedesco simbolista Stefan George.
Nel 1922 diede inizio alla sua opera più celebre, ovvero la monumentale biografia dell'imperatore Federico II, pubblicata in due tomi successivi, il primo nel 1927 e il secondo nel 1931. Dopo la salita al potere di Hitler il 30 gennaio 1933 Kantorowicz, sebbene per il momento risparmiato dalle persecuzioni del nuovo regime, richiese nell'estate del 1933 un permesso per sospendere la propria attività fintanto che durassero le discriminazioni nei confronti degli ebrei. 
Nel 1939 Kantorowicz emigrò negli Stati Uniti, dove ottenne la cattedra di storia medievale presso l'università di Berkeley. Nel 1950, in seguito alla forte ondata anticomunista che investì gli Stati Uniti all'inizio del secondo dopoguerra, e l'approvazione del Levering Act nello stato della California, l'amministrazione universitaria richiese a tutti i docenti di prestare giuramento di personale anticomunismo. Kantorowicz si rifiutò di sottoscrivere la dichiarazione e, con altri 25 professori, venne licenziato dalla facoltà. Tuttavia, due eminenti medievalisti tedeschi che insegnavano a Princeton, Theodore Mommsen (nipote del grande storico della classicità) e lo storico dell'arte Erwin Panofsky, persuasero J. Robert Oppenheimer, direttore del prestigioso Institute for Advanced Study di Princeton (nel New Jersey) ad assegnare a Kantorowicz una cattedra presso la facoltà di studi storici del predetto istituto, dove lo studioso sarebbe restato fino alla morte.
La sua opera continua a essere al centro dell'analisi contemporanea, specie per quanto riguarda i modi di manifestarsi dell'autorità, con diversi esiti critici, tra i quali l'iconocrazia. Inoltre, l'apporto di Ernst Kantorowicz rimane fondamentale per la spiegazione della genesi dello Stato moderno.

## La teoria sulla dualità del corpo del Re
Ernst Kantorowicz rimane famoso nell'ambito delle scienze politiche non soltanto per la sua teoria sulla dualità del corpo del Re, ma anche sulla spiegazione - essenzialmente giuridica - dei "Misteri del Re". In effetti, Kantorowicz distingue due corpi del Re:
- Un corpo naturale, soggetto alla morte
- Un corpo mistico, innaturale, che non può morire

La spiegazione di questa importante distinzione risiede nella necessità di tramandare il potere. In effetti, dopo la morte, il potere non viene ceduto direttamente al successore dinastico, in quanto il potere di quest'ultimo sarà legittimo soltanto all'incoronazione - uno dei principali simboli della drammaturgia politica. Per garantire la continuità del potere, quindi, il corpo mistico del Re non morirebbe mai.

## Opere
- Kaiser Friedrich der Zweite, Georg Bondi, Berlin, 1927 (Werke der Wissenschaft aus dem Kreise der Blätter für die Kunst, Geschichtliche Reihe; Ergänzungsband Quellen und Nachweise, Berlin, 1931).
  -  Federico II di Svevia (2 voll.), traduzione di Maria Offergeld Merlo, Piccola collana storica, Milano, Garzanti, 1939.
  -  Federico II, imperatore, traduzione di Gianni Pilone Colombo, Collezione Storica, Milano, Garzanti, 1976-2000. - Collana Gli elefanti. Storia, Garzanti, 2017, ISBN 978-88-116-7643-0.
- (DE) Das Geheime Deutschland. Vorlesung, Frankfurt, 1933.
  -  Germania segreta, a cura di G. Solla, Genova, Marietti, 2012, ISBN 978-88-211-8536-6.
- Laudes regiae. A Study in Liturgical Acclamations and Medieval Ruler Worship, Berkeley/Los Angeles, 1946
  -  Laudes Regiae. Uno studio sulle acclamazioni liturgiche e sul culto del sovrano nel Medioevo, cura e introd. di A. Pasquetti, con uno studio di Manfred F. Bukofzer, Collana Grandi saggi n.2, Milano, Medusa, 2006, ISBN 978-88-769-8073-2.
- The King's Two Bodies. A Study in Mediaeval Political Theology, Princeton, 1957 (dt.: Die zwei Körper des Königs. Eine Studie zur politischen Theologie des Mittelalters) 
  -  I due corpi del Re. L'idea di regalità nella teologia politica medievale, traduzione di Giovanni Rizzoni, introd. di Alain Boureau, Collana Biblioteca di cultura storica n.180, Torino, Einaudi, 1989, ISBN 88-06-11656-8.
- (DE) Götter in Uniform. Studien zur Entwicklung des abendländischen Königtums, Herausgegeben von Eckhart Grünewald und Ulrich Raullf, Stuttgart, 1998.
- Misteri di Stato, presentazione di Giuseppe Cascione, postfazione di Donato Mansueto, Pensa Multimedia, 2004, ISBN 978-88-823-2354-7.
- I misteri dello Stato, a cura di G. Solla, Genova, Marietti, 2005, ISBN 978-88-211-9439-9.